# زیردریایی کلاس یو-۵ (اتریش-مجارستان)
زیردریایی کلاس یو-۵ (اتریش-مجارستان) (به انگلیسی: U-5-class submarine (Austria-Hungary)) یک کلاس از زیردریایی است که طول آن ۱۰۵ فوت ۴ اینچ (۳۲٫۱۱ متر) می‌باشد.